# Liste der Brücken über die Emme
Die Liste der Brücken über die Emme enthält die Emme-Brücken von der Quelle im Hohgantgebiet bis zur Mündung beim Emmenspitz zwischen Zuchwil und Luterbach in die Aare.

## Brückenliste
72 Übergänge überspannen die Emme: 48 Strassen- und Feldwegbrücken, 15 Fussgänger- und Velobrücken, sieben Eisenbahnbrücken und zwei Rohrträgerbrücken.
33 Übergänge überqueren den Emmekanal: Zehn Strassen- und Feldwegbrücken, acht Fussgänger- und Velobrücken, fünf Eisenbahnbrücken, fünf Rohrträgerbrücken und fünf «Gebäude»-Brücken.

### Berner Oberland
Zwei Übergänge überspannen den Fluss in Habkern.
| Bild | Name              | Ort              | Lage | Funktion         | Konstruktion  | Material | Länge in m | Höhe m ü. M. | Bemerkungen |
| ---- | ----------------- | ---------------- | ---- | ---------------- | ------------- | -------- | ---------- | ------------ | --- |
|      | Unbenannte Brücke | Habkern          |      | Strassenbrücke   | Bachdurchlass | Beton    | 3          | 1587         | Mountainbike-Route 2 Panorama Bike (Etappe 11 Sörenberg–Habkern) und Route 452 Hohgant Bike (Habkern–Habkern) Langlaufen-Route 164 Lombachalp Loipe Die Brücke befindet sich im Smaragd-Gebiet Habkern / Sörenberg.                                  |
|      | Teufelsbrücke     | Habkern – Flühli |      | Fussgängerbrücke | Balkenbrücke  | Stahl    | 11         | 1096         | Wanderweg (Naturschutzgebiet Birchenmoos) Interkantonale Brücke (Kantonsgrenze Bern – Luzern) Flussaufwärts der Brücke befindet sich das national geschützte Auengebiet Harzisboden. Die Brücke befindet sich im Smaragd-Gebiet Habkern / Sörenberg. |

### OberesEmmental
26 Brücken überspannen den Fluss in Schangnau und Eggiwil.
| Bild | Name                   | Ort                | Lage | Funktion | Konstruktion    | Material   | Länge in m | Höhe m ü. M. | Bemerkungen |
| ---- | ---------------------- | ------------------ | ---- | --- | --------------- | ---------- | ---------- | ------------ | --- |
|      | Unbenannte Brücke      | Schangnau – Flühli |      | Strassenbrücke (zweispurig) mit Rohrleitung an der Brückenseite                                                                | Balkenbrücke    | Beton      | 14         | 1066         | Mountainbike-Route 2 Panorama Bike (Etappe 11 Sörenberg–Habkern) Veloland-Route 4 Alpenpanorama-Route (Etappe 5 Sörenberg–Thun) Winterwandern-Route 670 Rossweid–Salwideli–Kemmeriboden Interkantonale Brücke (Kantonsgrenze Bern – Luzern) |
|      | Unbenannter Steg       | Schangnau – Flühli |      | Fussgängerbrücke | Balkenbrücke    | Stahl      | 14         | 1027         | Wanderweg (Skulpturenweg) Interkantonale Brücke (Kantonsgrenze Bern – Luzern) |
|      | Rohrträger-Brücke      | Schangnau – Flühli |      | Rohrleitungsbrücke | Hängebrücke     | Stahl      | 30         | 1026         | Interkantonale Brücke (Kantonsgrenze Bern – Luzern) |
|      | Kemmeribodenbrücke     | Schangnau          |      | Strassenbrücke (einspurig) mit Trottoir                                                                                        | Gedeckte Brücke | Holz       | 27         | 976          | Gedeckte Holzbrücke, gebaut 2008/09, ersetzte Betonbrücke von 1928, die ihrerseits eine gedeckte Holzbrücke von 1880 ablöste. Vortritt vor dem Gegenverkehr (Fahrtrichtung Schangnau) Dem Gegenverkehr Vortritt lassen (Fahrtrichtung Kemmeriboden) PostAuto-Buslinie 251 (Kemmeriboden–Escholzmatt) Mountainbike-Route 452 Hohgant Bike (Habkern–Habkern) Veloland-Route 4 Alpenpanorama-Route (Etappe 5 Sörenberg–Thun) Wanderland-Route 2 Trans Swiss Trail (Etappe 15 Schangnau–Sörenberg) |
|      | Schwandbrücke          | Bumbach            |      | Strassenbrücke (einspurig) mit Metalltoren                                                                                     | Gedeckte Brücke | Holz       | 21         | 956          | Gedeckte Holzbrücke, gebaut 1984 Höchstgewicht 28 t |
|      | Unbenannte Brücke      | Bumbach            |      | Strassenbrücke (einspurig) | Balkenbrücke    | Beton      | 20         | 937          | Gebaut 2000 Privatstrasse: Zubringerdienst gestattet |
|      | Unbenannte Brücke      | Bumbach            |      | Feldweg- und Loipenbrücke | Balkenbrücke    | Stahl      | 39         | 932          | Wiederherstellung der Loipenbrücke nach Unwetter Schangnau 2014 Privatsteg: Benutzung mit Fahrzeugen ist ausschliesslich Anstössern und ausdrücklich Berechtigten gestattet. Höchstgewicht 4,5 t: Überschreiten der Nominalbelastung sowie schaukeln sind strengstens untersagt. Betreten der Brücke und Uferbereiche bei Hochwassergefahr verboten. Langlaufen-Route 150 Bumbach Loipe |
|      | Schachenbrücke         | Bumbach            |      | Strassenbrücke (zweispurig) mit Trottoir                                                                                       | Balkenbrücke    | Beton      | 28         | 913          | Gebaut 2015, ersetzte gedeckte Holzbrücke von 1978 Mountainbike-Route 452 Hohgant Bike (Habkern–Habkern) Schneeschuhwandern Kemmeriboden–Bumbach Trail Wanderweg |
|      | Stegmattbrücke         | Schangnau          |      | Strassenbrücke (einspurig) | Gedeckte Brücke | Holz       | 21         | 901          | Private gedeckte Holzbrücke, gebaut 1987 Verbot für Motorwagen und Motorräder: Zubringerdienst und Land- und forstwirtschaftliche Fahrten gestattet Höchstgewicht 32 t Wanderweg |
|      | Mühlebrücke            | Schangnau          |      | Strassenbrücke | Gedeckte Brücke | Holz       | 25         | 861          | Gedeckte Holzbrücke, gebaut 1998, ersetzte erste «Hüslibrugg» von 1866, die im Jahr 2000 an den Beutlerschwandgraben versetzt wurde. Verbot für Motorwagen und Motorräder: Zubringerdienst und Land- und forstwirtschaftliche Fahrten gestattet Höchstgewicht 32 t Wanderland-Route 2 Trans Swiss Trail (Etappe 15 Schangnau–Sörenberg) |
|      | Neue‑Räbenbrücke       | Schangnau          |      | Strassenbrücke (zweispurig) 229.4                                                                                              | Balkenbrücke    | Beton      | 48         | 843          | Gebaut 2008–2011 Veloland-Route 4 Alpenpanorama-Route (Etappe 5 Sörenberg–Thun) |
|      | Räbenbrücke            | Schangnau          |      | Strassenbrücke, dient seit dem Bau einer nebenstehenden Betonbrücke vor allem Fussgängern und Velofahrern                      | Gedeckte Brücke | Holz       | 30         | 841          | Schützenswerte gedeckte Holzbrücke, gebaut 1892, verstärkt 1946, Fahrbahnerneuerung 1982, neues Widerlager und Brückenfundament erstellt 2015/16 Höchstgewicht 28 t |
|      | Räbloch-Naturbrücke    | Eggiwil            |      | Fussgängerbrücke | Furt            | Erdboden   | 10         | 863          | Wanderweg vom Naturschutzgebiet Steinmösli zur Naturbrücke Das Räbloch befindet sich im national geschützten Auengebiet Emmeschlucht. |
|      | Unbenannte Brücke      | Eggiwil            |      | Fussgängerbrücke | Bogenbrücke     | Stahl      | 28         | 777          | Gebaut 2016 |
|      | Unbenannte Brücke      | Eggiwil            |      | Feldwegbrücke | Bogenbrücke     | Stahl      | 28         | 774          | Private Brücke, gebaut 2016 Allgemeines Fahrverbot Höchstgewicht 3,5 t |
|      | Sorbach-Brücke         | Eggiwil            |      | Strassenbrücke (zweispurig) | Balkenbrücke    | Beton      | 28         | 768          | Gebaut 1976 Wanderweg |
|      | Gysenbergschächli-Steg | Eggiwil            |      | Strassenbrücke (einspurig) | Hängebrücke     | Stahl Holz | 43         | 758          | Gebaut 2012/13, ersetzte Steg von 1970 Privatsteg: Benutzung mit Fahrzeugen ist nur Anstössern und ausdrücklich Berechtigten gestattet. Höchstgewicht 2,5 t: Überschreiten der Nominalbelastung sowie schaukeln sind strengstens untersagt. Benutzung auf eigene Gefahr. |
|      | Buchschachenbrücke     | Eggiwil            |      | Strassenbrücke (einspurig) | Gedeckte Brücke | Holz       | 35         | 745          | Gedeckte Holzbrücke, gebaut 1996 Höchstgewicht 10 t |
|      | Heidbühlbrücke         | Eggiwil            |      | Strassenbrücke (zweispurig) mit Trottoirs und Rohrleitung an der Brückenseite                                                  | Bogenbrücke     | Beton      | 28         | 744          | Betonbrücke, ersetzte gedeckte Holzbrücke von 1948 Vortritt vor dem Gegenverkehr (Fahrtrichtung Eggiwil Dorf) Dem Gegenverkehr Vortritt lassen (Fahrtrichtung Buchschachen) Höchstgeschwindigkeit 50 km/h Wanderland-Route 2 Trans Swiss Trail (Etappe 14 Eggiwil–Schangnau) Die hydrometrische Messstation Emme - Eggiwil, Heidbüel (2409) vom Bundesamt für Umwelt (BAFU) befindet sich 40 m flussaufwärts auf der rechten Flussseite.                                                       |
|      | Beisatzgasse-Brücke    | Eggiwil            |      | Strassenbrücke (einspurig) mit Rohrleitung an der Brückenseite                                                                 | Bogenbrücke     | Beton      | 32         | 739          | Höchstgeschwindigkeit 50 km/h Höchstgewicht 16 t Wanderland-Route 2 Trans Swiss Trail (Etappe 13 Langnau i.E.–Eggiwil) |
|      | Plampisteg Holzmatt    | Eggiwil            |      | Fussgänger- und Velobrücke | Hängebrücke     | Stahl      | 42         | 726          | Die Brücke wurde 2021 neu erbaut, auch dank der finanziellen Unterstützung aus dem «Mobiliar Fonds Brücken und Stege». Wanderweg |
|      | Neue‑Dieboldswilbrücke | Eggiwil            |      | Strassenbrücke (einspurig) | Trogbrücke      | Beton      | 35         | 718          | Gebaut 2009/10 Verbot für Fahrräder und Motorfahrräder Verbot für Fussgänger |
|      | Dieboldswilbrücke      | Eggiwil            |      | Strassenbrücke (ehemalig), dient seit dem Bau einer nebenstehenden Betonbrücke Fussgängern und Velofahrern                     | Gedeckte Brücke | Holz       | 36         | 717          | Schützenswerte gedeckte Holzbrücke, gebaut 1887, verstärkt 1979 Gemeinsamer Velo- und Fussweg Metallpoller dienen als Durchfahrtssperre. Wanderweg |
|      | Horbenbrücke           | Eggiwil            |      | Strassenbrücke (einspurig), dient seit dem Bau einer nebenstehenden Betonbrücke Lokalverkehr sowie Fussgängern und Velofahrern | Gedeckte Brücke | Holz       | 51         | 710          | Schützenswerte gedeckte Holzbrücke, projektiert 1831, gebaut 1834, umgebaut 1941, saniert 1990 Zufahrtsstrasse Höchstgewicht 28 t Als erste Bogenbrücke des Emmentals auch die älteste Emmebrücke oberhalb von Burgdorf. |
|      | Neue‑Horbenbrücke      | Eggiwil            |      | Strassenbrücke (zweispurig) mit Trottoir 229.3                                                                                 | Balkenbrücke    | Beton      | 56         | 710          | Gebaut 2007 Höchstgeschwindigkeit 60 km/h Busland-Buslinie 271 (Langnau i. E.–Signau–Röthenbach i. E.) Wanderweg |
|      | Aeschaubrücke          | Signau – Eggiwil   |      | Strassenbrücke (einspurig) | Gedeckte Brücke | Holz       | 41         | 694          | Schützenswerte gedeckte Holzbrücke, gebaut 1900 Höchstgewicht 3 t |

### Mittleres Emmental
18 Brücken überspannen den Fluss zwischen Signau und Hasle bei Burgdorf/Rüegsau.
| Bild                                       | Name                                           | Ort                                  | Lage | Funktion                                                                                            | Konstruktion    | Material    | Länge in m | Höhe m ü. M. | Bemerkungen |
| ------------------------------------------ | ---------------------------------------------- | ------------------------------------ | ---- | --------------------------------------------------------------------------------------------------- | --------------- | ----------- | ---------- | ------------ | --- |
|                                            | Bubeneibrücke                                  | Schüpbach                            |      | Strassenbrücke (zweispurig) mit Trottoir 229.3                                                      | Gedeckte Brücke | Holz        | 50         | 680          | Gedeckte Holzbrücke, gebaut 1988, ersetzte alte Bubeneibrücke von 1837, die 1991 3 km flussabwärts in die Brunnmatt versetzt wurde. Höchstgeschwindigkeit 80 km/h Busland-Buslinie 271 (Langnau i. E.–Signau–Röthenbach i. E.) Wanderweg |
|                                            | Hauptstrasse-Brücke (Umfahrungsstrasse Signau) | Schüpbach                            |      | Strassenbrücke (zweispurig) mit beidseitigen Velostreifen                                           | Balkenbrücke    | Beton       | 90         | 670          | Gebaut 1975/76 Höchstgeschwindigkeit 80 km/h Übergang überquert auch zwei Lokalstrassen. |
|                                            | Schüpbachbrücke                                | Schüpbach                            |      | Strassenbrücke (einspurig) mit Lichtsignalanlagen, Trottoirs und Rohrleitung unterhalb der Fahrbahn | Gedeckte Brücke | Holz        | 52         | 671          | Schützenswerte gedeckte Holzbrücke, gebaut 1839, renoviert 1934 und 1986 Weitest gespannte Holzbrücke der Schweiz, die noch unter der Verkehrsbelastung von 28 Tonnen steht. Die erste Brücke an dieser Stelle wurde 1550 gebaut und war die erste befahrbare Brücke im Emmental. Seit der Eröffnung der Umfahrung Signau dient sie dem lokalen Verkehr. Höchstgeschwindigkeit 80 km/h Höchstgewicht 28 t Mindestabstand für Lastwagen und Busse: 50 m Busland-Buslinien 271 (Langnau i. E.–Signau–Röthenbach i. E.) und M20 (Langnau i. E.–Bern) Mountainbike-Route 77 Napf Bike (Etappe 1 Bern–Langnau) Veloland-Route 99 Herzroute (Etappe 4 Thun–Langnau) Wanderweg |
|                                            | Brunnmattbrücke (alte Bubeneibrücke)           | Lauperswil – Signau                  |      | Strassenbrücke (ehemalig), dient am heutigen Standort Fussgängern                                   | Gedeckte Brücke | Holz        | 40         | 653          | Schützenswerte gedeckte Holzbrücke, gebaut 1837, umgebaut 1940 und 1983 1991 von Bubenei 3 km flussabwärts an den heutigen Standort versetzt. Brücke kann für besondere Anlässe gemietet werden. Wanderweg |
|                                            | Emmenmatt-Brücke                               | Emmenmatt                            |      | Strassenbrücke (zweispurig) 1441                                                                    | Balkenbrücke    | Beton       | 40         | 649          | Gebaut 1958, ersetzte gedeckte Holzbrücke Höchstgeschwindigkeit 50 km/h Busland-Buslinie M20 (Langnau i. E.–Bern) Veloland-Route 24 Emmental–Entlebuch (Etappe 2 Burgdorf–Escholzmatt) |
|                                            | Unbenannter Steg                               | Emmenmatt                            |      | Fussgängerbrücke                                                                                    | Balkenbrücke    | Stahl       | 40         | 649          | Fussweg Verbot für Tiere (Pferd) Unterhaltsfahrzeuge bis 4,8 t gestattet; keine Spikes-Reifen, keine Schneeketten Wanderland-Route 3 Alpenpanorama-Weg (Etappe 15 Lüderenalp–Moosegg) |
|                                            | SBB-Brücke                                     | Emmenmatt                            |      | Eisenbahnbrücke (eingleisig)                                                                        | Fachwerkbrücke  | Stahl       | 81         | 650          | Höchstgeschwindigkeit 75 km/h Bahnstrecke Bern–Luzern (Bahnlinie S 2 ) Die hydrometrische Messstation Emme - Emmenmatt (2070) vom Bundesamt für Umwelt (BAFU) befindet sich 400 m flussabwärts auf der linken Flussseite. |
|                                            | Neumühlebrücke (Bahnweg)                       | Lauperswil                           |      | Strassenbrücke (einspurig) mit Rohrleitung unterhalb der Fahrbahn                                   | Balkenbrücke    | Beton Stahl | 90         | 633          | Schützenswerte Betonbrücke, gebaut 1914, zweitälteste Eisenbetonbrücke über die Emme Höchstgewicht 3,5 t Wanderweg |
|                                            | Zollbrücke (Bahnhofstrasse)                    | Lauperswil – Rüderswil               |      | Strassenbrücke (zweispurig) mit Trottoirs 1461                                                      | Bogenbrücke     | Beton       | 60         | 626          | Gebaut 1948, ersetzte Brücke von 1840, die 1947 abbrannte Bürgerbus Rüderswil-Buslinie 473 (Lützelflüh–Rüderswil–Zollbrück) Wanderweg |
|                                            | Ranflühsteg (Walpelisteg)                      | Rüderswil                            |      | Fussgänger- und Velobrücke                                                                          | Hängebrücke     | Stahl       | 63         | 615          | Gebaut 2006, ersetzte Hängebrücke von etwa 1900 Wanderweg |
|                                            | Ramseisteg                                     | Rüderswil – Lützelflüh               |      | Fussgänger- und Velobrücke mit Rohrleitung unterhalb der Fahrbahn                                   | Bogenbrücke     | Beton Stahl | 60         | 602          | Erhaltenswerter Fussgängersteg, gebaut 1930, renoviert 1980 Veloland-Route 24 Emmental–Entlebuch (Etappe 2 Burgdorf–Escholzmatt) und Route 94 L'Areuse–Emme–Sihl (Etappe 3 Bern–Huttwil) Wanderweg |
|                                            | Gohlhausbrücke                                 | Lützelflüh                           |      | Strassenbrücke (ehemalig), dient am heutigen Standort Fussgängern und Velofahrern                   | Gedeckte Brücke | Holz        | 62         | 591          | Schützenswerte gedeckte Holzbrücke, gebaut 1843, verstärkt 1942 und 1982 Ersetzte Brücke von 1584, die 1837 dem Hochwasser zum Opfer fiel. Nach dem Bau einer nebenstehenden Betonbrücke im Jahr 2000 etwa 40 m flussaufwärts an den heutigen Standort verschoben. Veloland-Route 24 Emmental–Entlebuch (Etappe 2 Burgdorf–Escholzmatt) Wanderweg |
|                                            | Emmentalstrasse-Brücke                         | Lützelflüh                           |      | Strassenbrücke (zweispurig) mit Trottoir                                                            | Balkenbrücke    | Beton       | 60         | 591          | Gebaut 2000 Höchstgeschwindigkeit 60 km/h |
|                                            | BLS-Brücke                                     | Lützelflüh                           |      | Eisenbahnbrücke (eingleisig)                                                                        | Balkenbrücke    | Beton       | 77         | 590          | Höchstgeschwindigkeit 90 km/h Bahnstrecke Burgdorf-Langnau (Bahnlinien S 4 S 44 ) |
|                                            | Emmenbrücke‑Lützelflüh (Dorfstrasse)           | Lützelflüh                           |      | Strassenbrücke (zweispurig) mit Trottoirs 1422                                                      | Balkenbrücke    | Beton       | 68         | 588          | Gebaut 1971/72, saniert 2015, ersetzte abgebrochene Fachwerkbrücke. Veloland-Route 24 Emmental–Entlebuch (Etappe 2 Burgdorf–Escholzmatt) Wanderland-Route 2 Trans Swiss Trail (Etappe 12 Lützelflüh–Langnau i.E.) |
| vor Sanierung (2021) nach Sanierung (2025) | Hängelisteg Rüegsauschachen                    | Hasle bei Burgdorf – Rüegsauschachen |      | Fussgängerbrücke                                                                                    | Hängebrücke     | Stahl Beton | 85         | 572          | Schützenswerte Hängebrücke, gebaut 1916, mehrfach saniert Allgemeines Fahrverbot Im Mai 2021 musste der Steg aus Sicherheitsgründen gesperrt werden. Nach intensiver Sanierung ist der Übergang im September 2022 wieder eröffnet worden. |
|                                            | Rüegsaustrasse-Brücke                          | Hasle bei Burgdorf – Rüegsauschachen |      | Strassenbrücke (zweispurig) mit Trottoirs 229                                                       | Bogenbrücke     | Beton       | 60         | 571          | Gebaut 1955/56, ersetzte gedeckte Holzbrücke von 1839, die 800 m flussabwärts wieder aufgebaut wurde. Höchstgeschwindigkeit 50 km/h Busland-Buslinie 471 (Hasle-Rüegsau-Affoltern-Weier) Veloland-Route 84 Mittelländer HügelRoute (Etappe 1 Thun, Heimberg–Langenthal) Wanderland-Route Mannenberg Rundweg |
|                                            | Hasle‑Rüegsaubrücke (Winterseybrücke)          | Hasle bei Burgdorf – Rüegsauschachen |      | Strassenbrücke (einspurig)                                                                          | Gedeckte Brücke | Holz        | 69         | 568          | Schützenswerte gedeckte Holzbrücke, gebaut 1839, nach dem Bau einer Betonbrücke 1955 abgebrochen und 1957/58 800 m flussabwärts wieder aufgebaut. Mit einer Bogenspannweite von 60 m die längste Holzbogen-Spannbrücke Europas, 1997 Schindeldach ersetzt. Ersetzte Steg von 1763, der 1837 dem Hochwasser zum Opfer fiel. Achtung Kinder Höchstgewicht 3,5 t Veloland-Route 24 Emmental–Entlebuch (Etappe 2 Burgdorf–Escholzmatt), Route 84 Mittelländer HügelRoute (Etappe 1 Thun, Heimberg–Langenthal) und Route 99 HerzRoute (Etappe 6 Burgdorf–Willisau) |

### Unteres Emmental
17 Brücken überspannen den Fluss zwischen Burgdorf und Zielebach.
| Bild                                                | Name                               | Ort                       | Lage | Funktion                                                                                          | Konstruktion    | Material    | Länge in m | Höhe m ü. M. | Bemerkungen |
| --------------------------------------------------- | ---------------------------------- | ------------------------- | ---- | ------------------------------------------------------------------------------------------------- | --------------- | ----------- | ---------- | ------------ | --- |
|                                                     | Lochbachbrücke                     | Burgdorf                  |      | Strassenbrücke (zweispurig) mit Anschluss-Bahngleis zum Militärgelände auf der rechten Flussseite | Balkenbrücke    | Beton Stahl | 80         | 551          | Wanderweg Flussaufwärts der Brücke befindet sich das national geschützte Auen- und Amphibienlaichgebiet Oberburger Schachen. |
|                                                     | Heimiswilbrücke                    | Burgdorf                  |      | Strassenbrücke (zweispurig) mit Trottoirs 245                                                     | Balkenbrücke    | Beton       | 85         | 547          | Gebaut 1965/66, ersetzte Eisenkonstruktion von 1904 und gedeckte Holzbrücken (18. und 19. Jh.) Höchstgeschwindigkeit 80 km/h Busland-Buslinie 468 (Burgdorf Bahnhof–Lueg) Wanderweg |
|                                                     | Waldeggbrücke                      | Burgdorf                  |      | Strassenbrücke (einspurig) mit Rohrleitungen unterhalb der Fahrbahn                               | Balkenbrücke    | Beton Stahl | 65         | 542          | Schützenswerte Brücke, gebaut 1913, renoviert 1995, ersetzte Eisenfachwerkbrücke von 1903 und gedeckte Holzbrücke von 1851. Älteste Eisenbetonbrücke über die Emme Höchstgewicht 18 t, Höchstbreite 2,7 m Wanderland Flüeweg Burgdorf                                                                                                |
|                                                     | Wynigenbrücke                      | Burgdorf                  |      | Strassenbrücke (zweispurig) mit Trottoirs 240                                                     | Balkenbrücke    | Beton       | 70         | 538          | Gebaut um 1960, ersetzte gedeckte Holzbrücke von 1858 Höchstgeschwindigkeit 50 km/h Busland-Buslinie 463 (Burgdorf Gyrischachen–Meiefeld) Veloland-Route 84 Mittelländer HügelRoute (Etappe 1 Thun, Heimberg–Langenthal) Wanderland-Route 4 ViaJacobi (Etappe 28 Huttwil–Burgdorf) und Flüeweg Burgdorf                              |
|                                                     | SBB-Brücke                         | Burgdorf                  |      | Eisenbahnbrücke (zweigleisig)                                                                     | Fachwerkbrücke  | Stahl       | 58         | 538          | Schützenswerte Eisenbahnbrücke, gebaut 1925, saniert 2013, ersetzte Brücke von 1857 Höchstgeschwindigkeit 90 km/h Bahnstrecke Olten–Bern |
|                                                     | Typonsteg                          | Burgdorf                  |      | Fussgänger- und Velobrücke                                                                        | Bogenbrücke     | Stahl       | 50         | 533          | Gebaut 2012/13 Verbot für Motorwagen, Motorräder und Motorfahrräder Höchstgewicht 5 t Metallpoller dient als Durchfahrtssperre. Wanderweg |
|                                                     | Eybrücke                           | Burgdorf                  |      | Strassenbrücke (zweispurig) mit Trottoirs                                                         | Bogenbrücke     | Beton       | 60         | 535          | Gebaut 1919/20, renoviert und verstärkt 1986, ersetzte den Eysteg Höchstgeschwindigkeit 30 km/h Busland-Buslinien 466 (Wynigen–Kirchberg–Burgdorf Bahnhof) und 467 (Aefligen–Kirchberg–Burgdorf Spital) Bushaltestelle befindet sich auf der Brücke. Skatingland-Route 22 Bärnbiet Skate (Bern–Burgdorf)                             |
|                                                     | Neumattbrücke («Schwingersteg»)    | Burgdorf                  |      | Fussgänger- und Velobrücke                                                                        | Gedeckte Brücke | Holz        | 70         | 525          | Gebaut 2013 Mit einer Spannweite von 59 Meter grösste frei gespannte Fachwerkholzbrücke der Schweiz Verbot für Tiere (Pferd) Höchstgewicht 5 t Veloland-Route 24 Emmental–Entlebuch (Etappe 1 Biel/Bienne–Burgdorf) |
|                                                     | Bernstrasse-Brücke                 | Alchenflüh – Kirchberg    |      | Strassenbrücke (zweispurig) mit Trottoirs                                                         | Balkenbrücke    | Beton       | 50         | 511          | Gebaut 1962/63, ersetzte Eisenbrücke von 1909 Höchstgeschwindigkeit 50 km/h Wanderweg |
|                                                     | Erlenweg-Brücke                    | Alchenflüh – Kirchberg    |      | Fussgänger- und Velobrücke                                                                        | Balkenbrücke    | Beton       | 50         | 509          | Verbot für Motorwagen und Motorräder Reiter absitzen Skatingland-Route 22 Bärnbiet Skate (Bern–Burgdorf) Veloland-Route 24 Emmental–Entlebuch (Etappe 1 Biel/Bienne–Burgdorf) und Route 34 Alter Bernerweg (Etappe 2 Laupen–Burgdorf)                                                                                                |
|                                                     | Autobahnanschluss‑Kirchberg-Brücke | Alchenflüh – Kirchberg    |      | Strassenbrücke (zweispurig)                                                                       | Balkenbrücke    | Beton       | 100        | 507          | Eröffnet 2001 Höchstgeschwindigkeit 80 km/h |
|                                                     | A1-Brücke                          | Alchenflüh – Kirchberg    |      | Autobahnbrücke (vierspurig)                                                                       | Balkenbrücke    | Beton       | 80         | 507          | Die Brücke wurde 1964 fertiggestellt. Der A1-Streckenabschnitt Schönbühl – Kriegstetten wurde 1965 eröffnet. Höchstgeschwindigkeit 120 km/h |
|                                                     | Utzenstorfstrasse-Brücke           | Aefligen – Utzenstorf     |      | Strassenbrücke (zweispurig) mit Trottoirs und Rohrleitungen an den Brückenseiten                  | Balkenbrücke    | Beton       | 65         | 499          | Gebaut 1968/69, ersetzte Eisenbrücke von 1911 Höchstgeschwindigkeit 50 km/h Busland-Buslinie 467 (Aefligen-Kirchberg-Burgdorf-Spital) Veloland-Route 44 Le Jorat–Trois Lacs–Emme (Etappe 3 Aarberg–Burgdorf) Wanderweg |
|                                                     | BLS-Brücke                         | Aefligen – Utzenstorf     |      | Eisenbahnbrücke (eingleisig)                                                                      | Balkenbrücke    | Beton       | 81         | 497          | Erbaut 1966 Höchstgeschwindigkeit 100 km/h Bahnstrecke Burgdorf-Solothurn (Bahnlinie S 44 ) |
|                                                     | Landshutstrasse-Brücke             | Bätterkinden – Utzenstorf |      | Strassenbrücke (zweispurig) mit Trottoirs 242 251                                                 | Bogenbrücke     | Beton       | 80         | 474          | Gebaut 1979/80, ersetzte eine Eisenfachwerkbrücke Höchstgeschwindigkeit 50 km/h Autobusbetrieb RBS-Buslinie 884 (Bätterkinden-Utzenstorf-Koppigen) Wanderland-Route 76 Seeland-Solothurn-Weg (Etappe 4 Bätterkinden–Solothurn) Rund 500 m flussaufwärts der Brücke beginnt das national geschützte Auengebiet Utzenstorfer Schachen. |
| Holzbogenbrücke von 2007 Stahlbalkenbrücke von 2020 | Kräiligensteg                      | Bätterkinden – Utzenstorf |      | Fussgänger- und Velobrücke                                                                        | Balkenbrücke    | Stahl       | 100        | 463          | Gebaut 2020, ersetzte Holzbogenbrücke von 2007 Verbot für Tiere (Pferd) Wanderland-Route 76 Seeland-Solothurn-Weg (Etappe 4 Bätterkinden–Solothurn) Die hydrometrische Messstation Emme - Wiler, Limpachmündung (2155) vom Bundesamt für Umwelt (BAFU) befindet sich 1 km flussabwärts auf der rechten Flussseite.                   |
|                                                     | Unbenannte Brücke                  | Bätterkinden – Zielebach  |      | Fussgänger- und Velobrücke mit Rohrleitung unterhalb der Fahrbahn                                 | Bogenbrücke     | Beton       | 80         | 455          | Schützenswerte Betonbogenbrücke, gebaut 1922, renoviert 1988 Die Brücke dient als Fussgängersteg und Träger der Reservoir-Hauptwasserleitung Kräiligen-Altisberg–Gerlafingen. |

### Bezirk WasseramtimKanton Solothurn
Neun Brücken überspannen den Fluss zwischen Biberist und Luterbach.
| Bild | Name                              | Ort                   | Lage | Funktion | Konstruktion   | Material | Länge in m | Höhe m ü. M. | Bemerkungen |
| ---- | --------------------------------- | --------------------- | ---- | --- | -------------- | -------- | ---------- | ------------ | --- |
|      | Gerlafingenstrasse-Brücke         | Biberist              |      | Strassenbrücke (zweispurig) mit Trottoirs und beidseitigen Velostreifen 270                                   | Balkenbrücke   | Beton    | 80         | 448          | Gebaut 1955, ersetzte Brücke leicht emmeaufwärts. Höchstgeschwindigkeit 50 km/h Busbetrieb BSU-Buslinie 2 (Solothurn Hauptbahnhof–Biberist–Gerlafingen) Wanderland-Route 76 Seeland-Solothurn-Weg (Etappe 4 Bätterkinden–Solothurn) |
|      | Emmensteg                         | Biberist              |      | Fussgänger- und Velobrücke                                                                                    | Balkenbrücke   | Stahl    | 100        | 447          | Der Übergang ist seit November 2021 nicht mehr passierbar. Der Steg wird ersetzt mit einer neuen und breiteren Brücke. Je nachdem, wie schnell das Planungsgenehmigungsverfahren verläuft, kann die Brücke im Sommer 2023 oder 2024 eröffnet werden. |
|      | BLS-Brücke                        | Biberist              |      | Eisenbahnbrücke (eingleisig)                                                                                  | Fachwerkbrücke | Stahl    | 87         | 447          | Höchstgeschwindigkeit 80 km/h Bahnstrecke Burgdorf-Solothurn (Bahnlinie S 44 ) |
|      | Luzernstrasse-Brücke              | Zuchwil – Derendingen |      | Strassenbrücke (dreispurig) mit abgetrennten Velo- und Fusswegen sowie Rohrleitungen an den Brückenseiten 270 | Balkenbrücke   | Beton    | 80         | 435          | Gemeinsamer Rad- und Fussweg Busbetrieb BSU-Buslinien 1 (Oberdorf–Recherswil), 5 (Solothurn–Herzogenbuchsee) und 7 (Solothurn–Herzogenbuchsee) Skatingland-Route 3 Mittelland Skate (Etappe 7 Olten–Solothurn) Veloland-Route 802 Wasseramt-Route (Solothurn–Subingen-Burgäschisee–Herzogenbuchsee) Wanderweg |
|      | SBB-Brücke                        | Zuchwil – Luterbach   |      | Eisenbahnbrücke (eingleisig)                                                                                  | Balkenbrücke   | Beton    | 81         | 437          | Höchstgeschwindigkeit 140 km/h Bahnstrecke Olten–Solothurn (Ausbaustrecke) |
|      | A5-Brücke                         | Zuchwil – Luterbach   |      | Autobahnbrücke (vierspurig)                                                                                   | Balkenbrücke   | Beton    | 100        | 435          | Höchstgeschwindigkeit 100 km/h |
|      | SBB-Brücke                        | Zuchwil – Luterbach   |      | Eisenbahnbrücke (zweigleisig)                                                                                 | Balkenbrücke   | Stahl    | 80         | 430          | Höchstgeschwindigkeit 125 km/h Bahnstrecke Olten–Oensingen–Solothurn |
|      | Emmenholz-Brücke (Zuchwilstrasse) | Zuchwil – Luterbach   |      | Strassenbrücke (zweispurig) mit separaten Velo- und Fusswegen                                                 | Balkenbrücke   | Beton    | 80         | 428          | Gebaut 2018–2020, ersetzte Brücken von 1924 und 1973 Höchstgeschwindigkeit 60 km/h Gemeinsamer Rad- und Fussweg Busbetrieb BSU-Buslinie 9 (Oberdorf–Luterbach) Veloland-Route 5 Mittelland-Route (Etappe 4 Aarau–Solothurn) und Route 8 Aare-Route (Etappe 6 Solothurn–Aarau) Wanderland-Route 76 Seeland-Solothurn-Weg (Etappe 4 Bätterkinden–Solothurn) Die Brücke befindet sich im national geschützten Auengebiet Emmenschachen. |
|      | Rohrträger-Brücke                 | Zuchwil – Luterbach   |      | Rohrleitungsbrücke                                                                                            | Bogenbrücke    | Stahl    | 70         | 428          | Regio Energie Solothurn nutzt das Fernwärmewasser um Energie zu erzeugen. Der Übergang befindet sich im national geschützten Auengebiet Emmenschachen. |

### Emmekanal im solothurnischen Wasseramt
32 Übergänge überqueren den Industriekanal in Biberist, Derendingen und Luterbach.
| Bild | Name                                   | Ort         | Lage | Funktion                                                                            | Konstruktion    | Material   | Länge in m | Höhe m ü. M. | Bemerkungen |
| ---- | -------------------------------------- | ----------- | ---- | ----------------------------------------------------------------------------------- | --------------- | ---------- | ---------- | ------------ | --- |
|      | Unbenannte Brücke                      | Biberist    |      | Strassenbrücke (zweispurig)                                                         | Balkenbrücke    | Beton      | 20         | 446          | Verbot für Motorwagen und Motorräder Verbot für Tiere (Pferd) Höchstgeschwindigkeit 30 km/h Wanderland-Route 76 Seeland-Solothurn-Weg (Etappe 4 Bätterkinden–Solothurn)                                                                                                |
|      | BLS-Brücke                             | Biberist    |      | Eisenbahnbrücke (eingleisig)                                                        | Balkenbrücke    | Beton      | 25         | 446          | Gebaut 2021 Höchstgeschwindigkeit 80 km/h Bahnstrecke Burgdorf-Solothurn (Bahnlinie S 44 ) |
|      | Alte‑BLS-Brücke                        | Biberist    |      | Eisenbahnbrücke (zweigleisig)                                                       | Balkenbrücke    | Stahl      | 20         | 446          | |
|      | Papieri‑Biberist‑Eisenbahnbrücke       | Biberist    |      | Eisenbahnbrücke (zweigleisig)                                                       | Balkenbrücke    | Beton      | 25         | 445          | Die Frachtgeleise der ehemaligen Papierfabrik Biberist sind stillgelegt. |
|      | Papieri‑Biberist‑Fabrikgebäude         | Biberist    |      | Gebäude-«Brücke»                                                                    | Bachdurchlass   | Beton      | 8          | 444          | |
|      | Papieri‑Biberist‑Werkbrücke            | Biberist    |      | Strassenbrücke (zweispurig)                                                         | Balkenbrücke    | Beton      | 14         | 444          | |
|      | Unbenannter Steg                       | Biberist    |      | Fussgängerbrücke mit Rohrleitung unterhalb der Fahrbahn                             | Balkenbrücke    | Stahl      | 25         | 444          | |
|      | Fabrikweg-Brücke                       | Biberist    |      | Strassenbrücke (zweispurig)                                                         | Balkenbrücke    | Holz       | 20         | 443          | Höchstgewicht 40 t |
|      | Schützenstrasse-Brücke                 | Derendingen |      | Strassenbrücke (zweispurig)                                                         | Balkenbrücke    | Beton      | 18         | 441          | Wohnstrasse Höchstgewicht 25 t Achsdruck 10 t Wanderweg Industrielehrpfad Emmekanal |
|      | Rohrträger-Brücke                      | Derendingen |      | Rohrleitungsbrücke                                                                  | Balkenbrücke    | Stahl      | 15         | 441          | |
|      | Kraftwerk-Gebäude                      | Derendingen |      | Gebäude-«Brücke»                                                                    | Bachdurchlass   | Beton      | 8          | 440          | Das Gebäude wurde 1900 erstellt. |
|      | Kraftwerk-Brücke                       | Derendingen |      | Strassenbrücke (einspurig)                                                          | Balkenbrücke    | Beton      | 10         | 440          | |
|      | Wehrbrücke                             | Derendingen |      | Fussgängerbrücke                                                                    | Gedeckte Brücke | Holz       | 25         | 438          | Werkübergang ist nicht öffentlich zugänglich |
|      | Wehrsteg (Emmekanal-Überlauf)          | Derendingen |      | Fussgängerbrücke mit abschliessbarem Tor                                            | Balkenbrücke    | Stahl      | 14         | 438          | |
|      | Rohrträger-Brücke (Emmekanal-Überlauf) | Derendingen |      | Rohrleitungsbrücke                                                                  | Balkenbrücke    | Stahl      | 14         | 438          | |
|      | Unbenannte Brücke                      | Derendingen |      | Fussgängerbrücke                                                                    | Gedeckte Brücke | Holz       | 14         | 437          | Gedeckte Holzbrücke, gebaut 2006 |
|      | Unbenannte Brücke                      | Derendingen |      | Fussgänger- und Velobrücke                                                          | Bogenbrücke     | Holz       | 22         | 438          | Metallpoller dient als Durchfahrtssperre Veloland-Route 802 Wasseramt-Route (Solothurn–Subingen-Burgäschisee–Herzogenbuchsee) |
|      | Tankstelle‑Kurth                       | Derendingen |      | Gebäude-«Brücke»                                                                    | Bachdurchlass   | Beton      | 10         | 437          | |
|      | Luzernstrasse-Brücke                   | Derendingen |      | Strassenbrücke (vierspurig) mit Trottoirs und Rohrleitungen an der Brückenseite 270 | Balkenbrücke    | Beton      | 20         | 437          | Busbetrieb BSU-Buslinien 1 (Oberdorf–Recherswil), 5 (Solothurn–Herzogenbuchsee) und 7 (Solothurn–Herzogenbuchsee) Skatingland-Route 3 Mittelland Skate (Etappe 7 Olten–Solothurn) Wanderweg Industrielehrpfad Emmekanal                                                |
|      | Unbenannte Brücke                      | Luterbach   |      | Fussgänger- und Velobrücke                                                          | Balkenbrücke    | Beton      | 10         | 436          | |
|      | SBB-Brücke                             | Luterbach   |      | Eisenbahnbrücke (eingleisig)                                                        | Balkenbrücke    | Beton      | 18         | 436          | Höchstgeschwindigkeit 140 km/h Bahnstrecke Olten–Solothurn (Ausbaustrecke) |
|      | Rohrträger-Brücke                      | Luterbach   |      | Rohrleitungsbrücke                                                                  | Bogenbrücke     | Stahl      | 16         | 436          | |
|      | Kraftwerk‑Untere‑Emmengasse            | Luterbach   |      | Gebäude-«Brücke»                                                                    | Bachdurchlass   | Beton      | 10         | 436          | Das Gebäude wurde 1900 erstellt. |
|      | A5-Brücke                              | Luterbach   |      | Autobahnbrücke (vierspurig)                                                         | Balkenbrücke    | Beton      | 50         | 436          | Höchstgeschwindigkeit 100 km/h |
|      | Unbenannte Brücke                      | Luterbach   |      | Feldwegbrücke                                                                       | Balkenbrücke    | Beton Holz | 20         | 430          | Verbot für Motorwagen, Motorräder und Motorfahrräder Metallpoller dient als Durchfahrtssperre |
|      | SBB-Brücke                             | Luterbach   |      | Eisenbahnbrücke (zweigleisig)                                                       | Balkenbrücke    | Beton      | 20         | 430          | Höchstgeschwindigkeit 125 km/h Bahnstrecke Olten–Oensingen–Solothurn |
|      | Kraftwerk‑Luterbach-Brücke             | Luterbach   |      | Feldwegbrücke                                                                       | Balkenbrücke    | Beton      | 15         | 429          | Verbot für Motorwagen und Motorräder: Land- und Forstwirtschaft gestattet Verbot für Motorfahrräder Höchstgewicht 3,5 t Wanderweg Industrielehrpfad Emmekanal |
|      | Kraftwerk‑Luterbach-Turbinenhäuser     | Luterbach   |      | Gebäude-«Brücke»                                                                    | Bachdurchlass   | Beton      | 25         | 429          | Ältestes betriebsfähiges Elektrizitätswerk im Kanton Solothurn, gebaut 1887/88 |
|      | Rohrträger-Brücke                      | Luterbach   |      | Rohrleitungsbrücke                                                                  | Balkenbrücke    | Stahl      | 30         | 429          | |
|      | Emmenholz-Brücke (Zuchwilstrasse)      | Luterbach   |      | Strassenbrücke (zweispurig) mit Trottoirs                                           | Balkenbrücke    | Beton      | 60         | 428          | Höchstgeschwindigkeit 50 km/h Busbetrieb BSU-Buslinie 9 (Oberdorf–Luterbach) Veloland-Route 5 Mittelland-Route (Etappe 4 Aarau–Solothurn) und Route 8 Aare-Route (Etappe 6 Solothurn–Aarau) Die Brücke befindet sich im national geschützten Auengebiet Emmenschachen. |
|      | Rohrträger-Brücke                      | Luterbach   |      | Rohrleitungsbrücke                                                                  | Balkenbrücke    | Stahl      | 30         | 428          | Der Übergang befindet sich im national geschützten Auengebiet Emmenschachen. |
|      | Unbenannter Steg                       | Luterbach   |      | Fussgängerbrücke                                                                    | Balkenbrücke    | Beton      | 20         | 428          | Der Steg befindet sich im national geschützten Auengebiet Emmenschachen. |
|      | Unbenannter Steg                       | Luterbach   |      | Fussgängerbrücke                                                                    | Balkenbrücke    | Beton      | 20         | 427          | Wanderweg Industrielehrpfad Emmekanal Der Steg befindet sich im national geschützten Auengebiet Emmenschachen. |